# Cuphea bracteolosa
Cuphea bracteolosa är en fackelblomsväxtart som beskrevs av Emil Bernhard Koehne. Cuphea bracteolosa ingår i släktet blossblommor, och familjen fackelblomsväxter. Inga underarter finns listade i Catalogue of Life.